# Ferenc Hegedűs

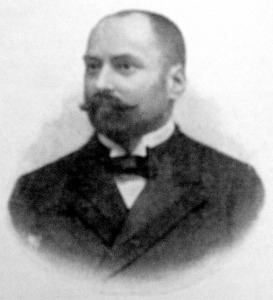
Ferenc Hegedűs in 1906

Ferenc Hegedűs (Pest, 14 april 1857 - Boedapest, 15 september 1909) was een Hongaars politicus, die in 1906 minister van Financiën was.
Na zijn rechtenstudies begon Hegedűs een loopbaan in de financiële sector. Hij trad in dienst op het ministerie van Financiën ten tijde van de regering-Wekerle I. In 1897 werd hij rechter en in 1906 werd hij financiënminister in de regering-Fejérváry, die echter niet over een parlementaire meerderheid beschikte. Hij overleed in 1909 op 53-jarige leeftijd.